# 南新蔡郡
南新蔡郡，東晉設置的僑郡。
庾翼任荊州刺史期間，遷移新蔡郡流亡民眾寄治尋陽黥布舊城（今湖北省黃梅縣西）。晉孝武帝太元三年（378年）左右，將西陽郡蘄陽縣撥付給新蔡僑郡，成為實土僑郡。其下尚領慎、宋、苞信3個僑縣。
劉宋時，為了把僑郡與北方原新蔡郡相區別，稱南新蔡郡，隸屬江州。下領實縣陽唐左縣及苞信、慎、宋3個僑縣。南齊時領縣同前。